# Вахакынну
Ва́хакынну (эст. Vahakõnnu) — деревня в волости Рапла уезда Рапламаа, Эстония. 
До административной реформы местных самоуправлений Эстонии 2017 года входила в состав волости Райккюла.

## География и описание
Расположена в 58 км к юго-западу от Таллина и в 17 км к югу от уездного центра — города Рапла. Высота над уровнем моря — 50 метров. 
Официальный язык — эстонский. Почтовый индекс — 78411.

## Население
По данным переписи населения 2021 года, в деревне проживали 37 человек, все — эстонцы.
Численность населения деревни Вахакынну по данным переписей населения:
| Год  | 1959 | 1970 | 1979 | 1989 | 2000 | 2011 | 2021 |
| ---- | ---- | ---- | ---- | ---- | ---- | ---- | ---- |
| Чел. | 38   | ↘ 35 | ↗ 49 | ↘ 32 | ↗ 47 | ↘ 40 | ↘ 37 |

## История
В письменных источниках 1412 года упоминается Wagenkande, 1555 года — Wahakande, Wahkand, 1732 года — Wahhakanto m.
В XV веке упомянута как деревня. В первой половине XVII века на её месте была основана мыза Вахакант (нем. Wahhakant, Вахакынну (эст. Vahakõnnu mõis)) в 1690 году упоминается как Altenguth, в 1744 году как Altguth), и деревня после этого не упоминается. В 1920-х годах, после земельной реформы, на землях бывшей мызы возникло поселение, позже получившее статус деревни.
В 1977 году, в период кампании по укрупнению деревень, с Вахакынну была объединена деревня Вахару (эст. Vaharu, в 1913 году упоминается как Bahharo).